# Marlin
Marlin város az Amerikai Egyesült Államok Texas államában, Falls megyében, melynek megyeszékhelye is. Lakosainak száma 5462 fő (2020. április 1.).

## Népesség
A település népességének változása:

| 2010 | 5 967 |
| 2020 | 5 462 |